# Artignosc-sur-Verdon
Artignosc-sur-Verdon település Franciaországban, a Provence-Alpes-Côte d'Azur régióban, Var megyében.

## Fekvése
Artignosc, az 515 méter magasan épült vár aljában épült, szűk utcákkal teli település Verdontól északra, egy a Júra mészkőfennsík vájta völgyben található.

## Nevének eredete
Artignosc nevét gall–ligur eredetre vezetik vissza. Más források szerint, Artinius nevét egy valamikor itt élt római katonáról kapta.

## Története

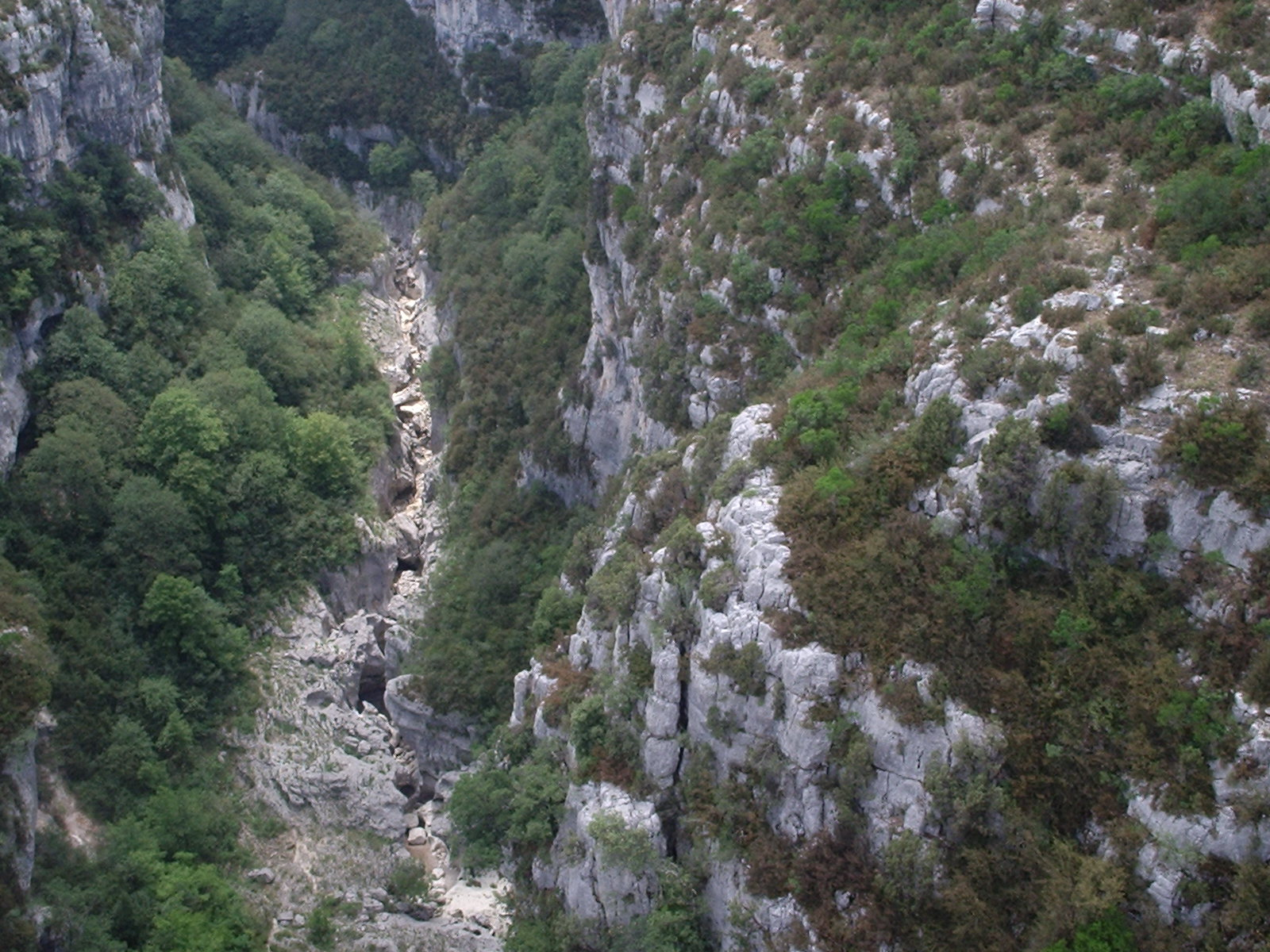
A Verdon-kanyon látképe

Várának (castrum) nevét 1232-ben a Laugh Egyházmegye egyik oklevelében említették először, amikor a castrum Artijosco a Frejusi püspökséghez csatlakozott.
A városka neve később Artignosc-sur-Verdon lett, a helyi lakosok Artignoscais néven nevezik.
A várost a pestis és örökösödési háborúk elpusztították a tizennegyedik század elején elhagyottan állt, majd a tizenötödik században új falu épült a jelenlegi helyén, melyet genovai és spanyol telepesekkel népesítettek újra. 1632-ben Jean Antoine de Thoron, Provánszi parlamenti tanácsadó és a Digne család vásárolta meg a földet.
2012-ben a településnek 310 lakosa volt

## Nevezetességek
- Vár
- Szent Péter-plébániatemplom - A Szent Péter (korábban Szent Mária Magdolna) templom egy román stílusú épület, négyzet alakú harangtoronnyal.
- Szökőkút – A főtéren álló kerek szökőkút a tizennyolcadik században.
- Ares-kút
- Kápolnák: A városban négy kápolna található: Alexandriai Szent Katalin, Szent Eufémia, Szentháromság és a Notre Dame Brune.
- Fontayne – erődített farm, amely egykor a templomos lovagoké volt.
- Verdon-kanyon

## Híres emberek
- Jean Antoine de Thoron (1600–1638) (Lord of Artignosc), a provánszi parlament tanácsosa.

## Galéria

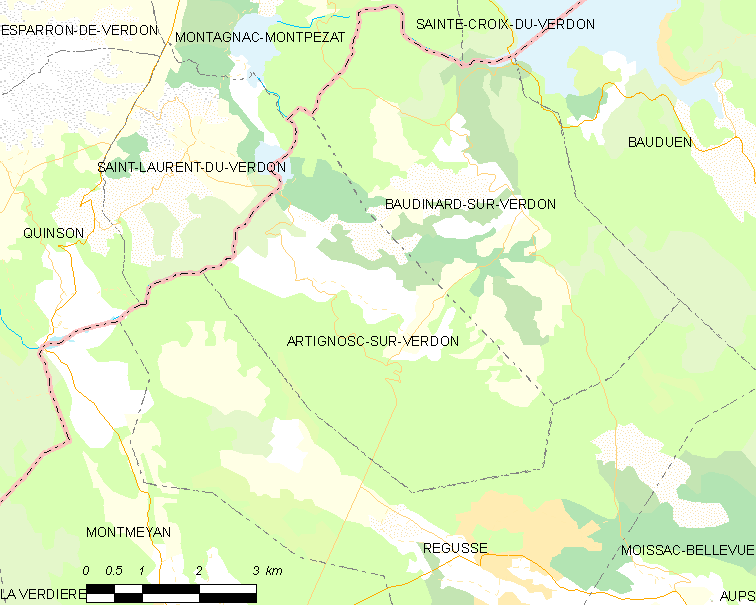